# Znak
Pour l’article homonyme, voir Znak (magazine).
L'institut d'édition Znak (Społeczny Instytut Wydawniczy Znak) est une maison d'édition catholique polonaise indépendante créée en 1959 à Cracovie autour du magazine mensuel Znak.
Il est devenu après 1991 un des principaux éditeurs de Pologne.

## Histoire jusqu'en 1990
La maison d'édition a été fondée en 1959 en tant qu'institution indépendante et laïque autour du mensuel Znak et de l'hebdomadaire Tygodnik Powszechny. 
Elle était ouverte aux cercles de l'opposition (notamment le Comité de défense des ouvriers (KOR), puis Solidarność) et proche de l'Église de Pologne.
L'initiateur et premier directeur de la maison était l'historien Jacek Woźniakowski, futur premier maire non communiste de la ville de Cracovie après 1989. Parmi les autres personnes impliquées dans le lancement de Znak, on peut citer Jerzy Turowicz, Stanisław Stomma, Hanna Malewska. 
Jusqu'à la fin du régime communiste, le catalogue était constitué essentiellement d'ouvrages religieux et philosophiques. Le premier livre édité était l'ouvrage du cardinal Stefan Wyszyński Droga krzyżowa (Le Chemin de croix), qui a été diffusé gratuitement. Se sont ajoutés ultérieurement des titres de poésie, des essais et de la prose, puis, à partir des années 1980, des ouvrages historiques et politiques, des mémoires, etc.

## Depuis 1990
Après les changements politiques de 1989, l'entreprise s'est installée à son siège actuel dworek Łowczego ul. Kościuszki 37 et s'est adaptée au nouveau contexte économique et pluraliste et a fortement élargi son catalogue à des domaines nouveaux, comme les publications universitaires ou les livres pour enfants.
La maison publie annuellement environ 150 titres et est une des plus importantes du pays. Elle emploie environ 70 personnes. 
Parmi les auteurs à son catalogue, on peut relever :
- romans, essais et poésie : Czesław Miłosz, J. M. Coetzee, Samuel Beckett, Virginia Woolf, Mario Vargas Llosa, T. S. Eliot, W. H. Auden, John Donne, Derek Walcott, Joseph Brodsky, Adam Zagajewski, John Banville, Zadie Smith, Paweł Huelle, Éric-Emmanuel Schmitt, Żanna Słoniowska, Yann Martel,  Mikołaj Łoziński.

- non-fiction et publications de référence : Timothy Garton Ash, Samuel Huntington, Francis Fukuyama, George Soros, Norman Davies, Roger Moorhaus, Piotr Sztompka, Ryszard Kapuściński, Leszek Kołakowski, Umberto Eco, Józef Czapski.

- philosophie et religion : Martin Buber, Henryk Józef Marian Elzenberg, Martin Heidegger, Karl Popper, Karol Wojtyła, Joseph Ratzinger, Józef Tischner, Jan Twardowski, Stefan Wyszyński, Tadeusz Pieronek, Anselm Grün, Charles Taylor, Karol Tarnowski, Władysław Stróżewski, Barbara Skarga, Leszek Kołakowski.

- livres pour enfants : René Goscinny/Jean-Jacques Sempé, Janosch, Ted Hughes, Christianna Brand, Mikołaj Łoziński.

La maison est dirigée par Henryk Woźniakowski, président, et Danuta Skóra, directrice.
En 1992 a été créée la Fondation de la culture chrétienne Znak (Fundacja Kultury Chrześcijańskiej Znak), présidée par Stefan Wilkanowicz dont une des activités principales est la rédaction du magazine Internet "Forum juifs-chrétiens-musulmans (Forum Żydzi Chrześcijanie Muzułmanie)". En 2003 Znak a initié la création à Cracovie de l'École supérieure européenne Józef Tischner (Wyższa Szkoła Europejska im. ks. Józefa Tischnera).
En 2008, Znak a publié le livre Strach. Antysemityzm w Polsce tuż po wojnie. Historia moralnej zapaści (La Peur : l'antisémitisme en Pologne après Auschwitz) de Jan Tomasz Gross. 
La cardinal Stanisław Dziwisz, archevêque métropolite de Cracovie, a critiqué dans une lettre à Henryk Woźniakowski la publication de ce livre. cela ne l'a pas empêché de publier en 2010 du même auteur Złote żniwa. Rzecz o tym, co się działo na obrzeżach zagłady Żydów (Les Moissons en or. ce qui s'est vraiment passé autour de l'extermination des juifs) décrivant les vols de biens juifs par des Polonais catholiques qui les avaient dénoncés à l'occupant nazi ou qui ont dépouillé les tombes de victimes de la Shoah.